# Schlacht am Honey Hill
Griswoldville – Buck Head Creek – Honey Hill – Waynesborough – Fort McAllister
Die Schlacht am Honey Hill war ein Gefecht des Sezessionskrieges, das im Rahmen von Unionsgeneral William T. Shermans „Shermans Marsch zum Meer“ am 30. November 1864 stattfand. Ein Expeditionskorps der Nordstaaten, das an der Südküste South Carolinas gelandet war und dort die nach Savannah, Georgia, führende Eisenbahnlinie beschädigen wollte, wurde hierbei von überwiegend aus Milizen bestehenden südstaatlichen Truppen unter schweren Verlusten für die Nordstaaten zurückgeschlagen.

## Vorgeschichte

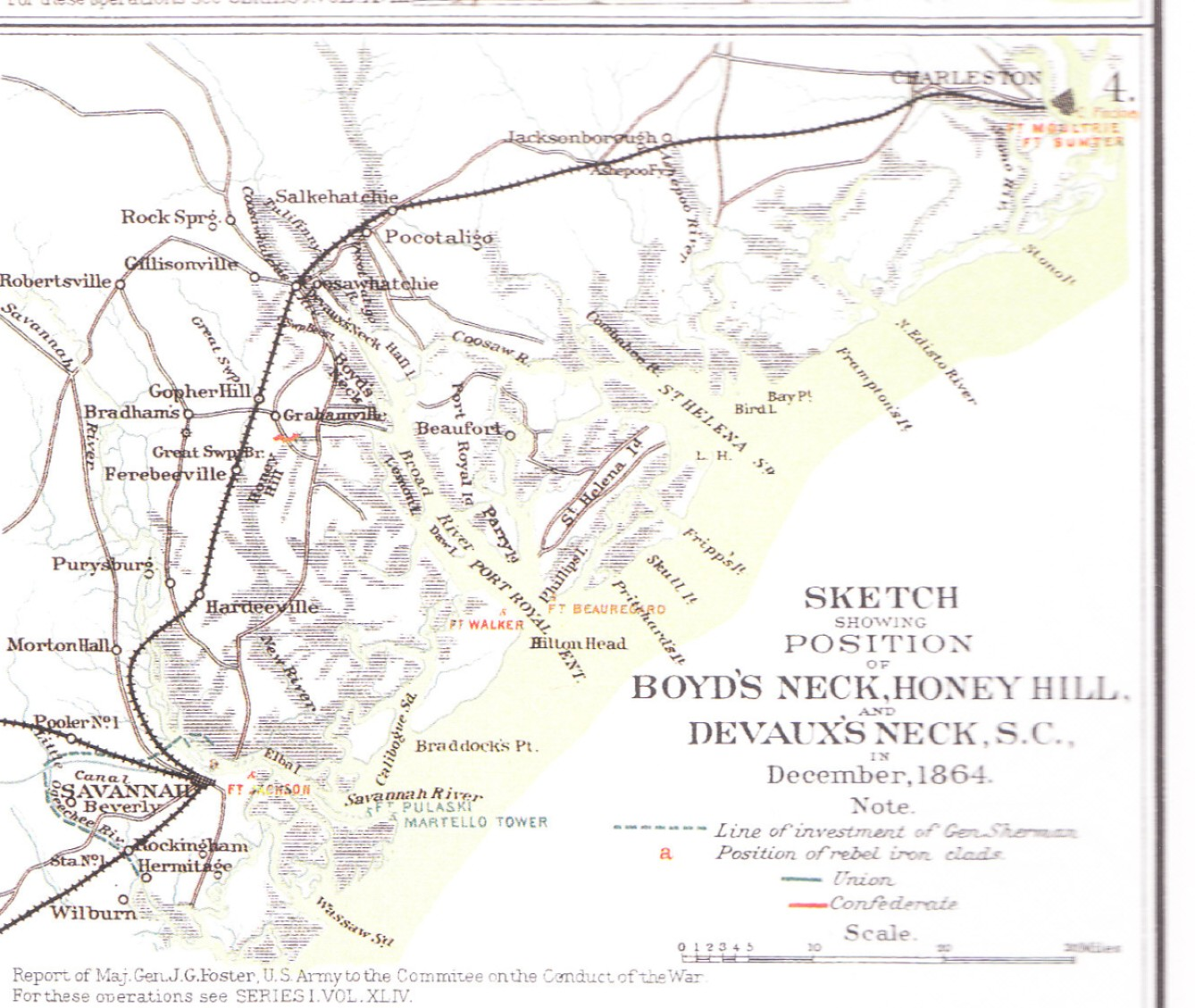
Karte der Umgebung von Honey Hill und Grahamsville, Official Military Atlas of the Civil War, Plate XCI, Nr. 4

Ende November 1864 näherte sich Generalmajor William T. Shermans Invasionsarmee dem Ziel ihres Feldzuges, der Hafenstadt Savannah, Georgia, die vom konföderierten Generalleutnant William Joseph Hardee verteidigt wurde. Sherman war Hardee zahlenmäßig weit überlegen, allerdings war Savannah noch über die Charleston & Savannah Eisenbahnlinie mit dem Rest der Konföderation verbunden und konnte dadurch versorgt und eventuell auch verstärkt werden. Aus diesem Grund hatte Sherman bereits am 11. November darum gebeten, dass der für die Atlantikküste zuständige US-Wehrbereich Süd ein Expeditionskorps zusammenstellen, dieses an der Südküste South Carolinas landen und die wenige Meilen landeinwärts verlaufende Eisenbahnlinie unterbrechen sollte. Zu diesem Zweck schiffte sich am 28. November General John Porter Hatchs rund 5.500 Mann starke Division in Hilton Head Island ein, um bei Boyd’s Neck zu landen, nach Grahamsville zu marschieren und dort die Eisenbahnlinie zu zerstören. Hatchs Division bestand aus zwei Infanteriebrigaden und einem aus Seeleuten und Marines eilig zusammengestellten Marinebataillon. Die meisten der beteiligten Verbände waren noch relativ kampfunerfahren. Zu den wenigen erfahreneren Verbänden gehörte das 54. Massachusetts Infanterie-Regiment, ein aus farbigen Freiwilligen bestehendes Regiment, das 1863 am Angriff auf Fort Wagner teilgenommen hatte.
Hatchs Streitmacht erreichte den Landepunkt am Vormittag des 29. November. Der Marsch zur Charleston & Savannah Eisenbahnlinie wurde allerdings durch dichten Nebel verzögert; obendrein marschierte die Division zu Beginn in die falsche Richtung, wodurch die Eisenbahnlinie nicht wie geplant bereits am ersten Tag der Expedition erreicht wurde.
In der Zwischenzeit hatten die Konföderierten die Bedrohung der Eisenbahnlinie, die in diesem Sektor nur vom 3. South Carolina Kavallerieregiment verteidigt wurde, erkannt. Die einzigen Truppen, die Hardee zur Verstärkung schicken konnte, waren Miliz- und Reservetruppen aus Georgia unter dem Befehl von Generalmajor Gustavus Woodson Smith. Diese waren jedoch gerade erst in Savannah eingetroffen und durften darüber hinaus eigentlich nur innerhalb Georgias eingesetzt werden. Nach einer kurzen Diskussion mit Hardee entschied Smith jedoch, dass der Einsatz zum Schutz der Bahnlinie „richtig und angemessen“ sei und verlegte seine Truppen nach Grahamsville, wo sie am Morgen des 30. November eintrafen.

## Die Schlacht

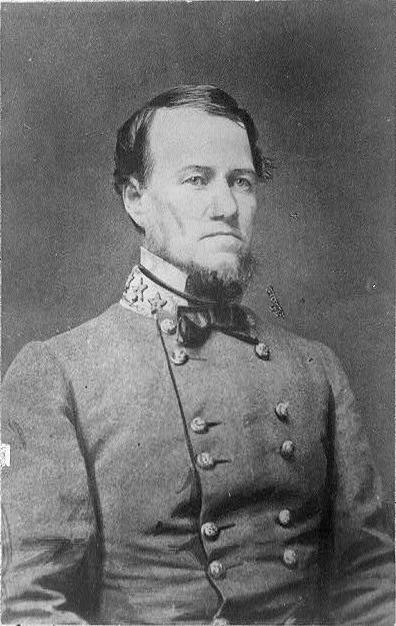
Gustavus Woodson Smith (1822–1896), Generalmajor der Georgia-Miliz, führte seine Truppen nach South Carolina, überließ dort allerdings dem mit den lokalen Gegebenheiten besser vertrauten Oberst Colcock das Feldkommando

In Grahamsville hatte unterdessen Oberst Charles J. Colcock, der Kommandeur des 3. South Carolina Kavallerieregiments und ein mit den lokalen Gegebenheiten gut vertrauter Offizier, Stellung auf einer leichten Anhöhe namens Honey Hill bezogen, wo bereits zwei kleinere Befestigungen bestanden, die 1862 auf Befehl des damaligen Befehlshabers im Wehrbereich South Carolina Robert E. Lee errichtet worden waren. Colcocks und Smiths Männer verbesserten die bestehenden Redouten, während der Vormarsch der Nordstaaten durch eine Kompanie des 3. South Carolina Kavallerieregimentes und ein Feldgeschütz verzögert wurde.
Als die Truppen der Union schließlich die konföderierte Linie erreichten, fanden sie dort eine gut befestigte Stellung vor, die von Oberst Colcock befehligt und von rund 1400 Männern, bestehend aus Smiths Milizionären und Reservisten sowie Colcocks abgesessener Kavallerie gehalten wurde. Ferner verfügten die Konföderierten über acht Feldgeschütze, die von Hauptmann Hal Stuart befehligt wurden. Stuart hatte vor der Ankunft der Nordstaaten das Schlachtfeld abgeschritten, nach wahrscheinlichen Aufmarschpunkten gesucht und die Zünder seiner Munition für die entsprechenden Entfernungen präparieren lassen. Generalmajor Smith, der ranghöchste Offizier auf Seiten der Konföderierten, verzichtete auf die Leitung der Schlacht und übertrug diese an Colcock.
Als die Nordstaaten das Schlachtfeld erreichten, wurden sie vom schweren Artilleriefeuer der Südstaaten überrascht und konnten ihre eigene Artillerie nur auf einer für sie ungünstigen Position aufstellen.
Hatchs erster Angriff wurde von Brigadegeneral Potters Brigade vorgetragen und unter schweren Verlusten abgewehrt. Ebenfalls zurückgeschlagen wurde ein Angriff von Oberst Hartwells Brigade, bei dem Hartwell verwundet wurde. Ein Versuch der Nordstaaten, die rechte Flanke der Südstaaten zu umgehen, wurde durch das rechtzeitige Eintreffen eines regulären Infanterieregimentes (des 47. Georgia) verhindert. In der Folge dauerten die Kämpfe noch bis zum Einbruch der Dunkelheit an, allerdings konnten die Konföderierten, durch Teile eines weiteren regulären Infanterieregimentes verstärkt, ihre Position halten. Hatch begann mit Vorbereitungen für den Rückzug, der schließlich nach Einbruch der Dunkelheit durchgeführt wurde.

## Nachspiel
In ihren Berichten über die Schlacht priesen insbesondere die Konföderierten ihr Artilleriefeuer. Generalmajor Smith schrieb beispielsweise, er habe noch nie Geschütze gesehen, die mit mehr Geschick benutzt und mit mehr Tapferkeit bedient worden seien. Dies und die Stärke der konföderierten Position zeigen sich auch in den Verlusten der Schlacht. Hatch gab an, 746 Mann seines Kommandos seien tot, verwundet oder vermisst, während Smith von 8 Gefallenen und 42 Verwundeten berichtete.
Auf konföderierter Seite trafen nach dem Ende der Schlacht Verstärkungen aus South Carolina ein, so dass Smiths Truppen wieder nach Georgia zurückkehren konnten. Für sie war der Sieg am Honey Hill wahrscheinlich eine besondere Genugtuung, hatten sie doch erst etwas mehr als eine Woche zuvor bei Griswoldsville eine schwere Niederlage erlitten. Darüber hinaus hielt ihr Sieg die Charleston & Savannah Eisenbahnlinie frei und ermöglichte es der Garnison von Savannah so, weiterhin auszuhalten. Die Aufgabe der Stadt konnte dadurch allerdings nicht verhindert, sondern lediglich verzögert werden – am 22. Dezember 1864 telegrafierte Sherman nach Washington, er könne Präsident Lincoln Savannah zum „Weihnachtsgeschenk“ machen.

## Beteiligte Verbände

### Union
Coast Division - Brigadegeneral John P. Hatch
| 1. Brigade Brigadegeneral Edward E. Potter     | - 56. New York Infanterie-Regiment - 127. New York Infanterie-Regiment - 144. New York Infanterie-Regiment - 157. New York Infanterie-Regiment - 25. Ohio Infanterie-Regiment                                                        |
| 2. Brigade Oberst Alfred S. Hartwell           | - 32. US Colored Infanterie-Regiment - 34. US Colored Infanterie-Regiment - 35. US Colored Infanterie-Regiment - 102. US Colored Infanterie-Regiment - 54. Massachusetts Infanterie-Regiment - 55. Massachusetts Infanterie-Regiment |
| Artillerie Brigade Oberst William Ames         | - Batterie B, 3. New York Artillerie-Regiment - Batterie F, 3. New York Artillerie-Regiment - Batterie A, 3. Rhode Island Artillerie-Regiment - 2. Bataillon, 4. Massachusetts Kavallerie-Regiment                                   |
| Marine Brigade Commander George H. Preble, USN | - Artilleriebataillon - Matrosen-Infanteriebataillon - Marineinfanteriebataillon |

### Konföderation
Generalmajor Gustavus W. Smith, Kommandeur der 1. Division der Miliz des Staates Georgia
Kommandeur im Feld: Oberst Charles J. Colcock
| 1. Brigade, Miliz des Staates Georgia Oberst James Willis | - 1. Milizregiment - 2. Milizregiment - 3. Milizregiment |
| Georgia State Line Oberstleutnant James Wilson            | - 1. Regiment, Georgia State Line - 2. Regiment, Georgia State Line |
| Konföderierte Reservetruppen                              | - Athens Bataillon, Confederate Reserves - Augusta Bataillon, Confederate Reserves |
| Reguläre konföderierte Truppen und Artillerie             | - 47. Georgia Infanterie-Regiment - 32. Georgia Infanterie-Regiment - 3. South Carolina Kavallerie-Regiment - Eine Section der Beaufort Light Artillery - Eine Section der De Pass's Light Battery - Eine Section der Earle's Battery - Eine Section der Kanapaux's Lafayette Light Artillery |